# Aventura (Florida)
Aventura è un comune degli Stati Uniti d'America che occupa la parte nordorientale della Contea di Miami-Dade dello Stato della Florida.
Secondo le previsioni per il 2011, la città ha una popolazione di 36 610 abitanti.